# 阿爾曼索爾峰

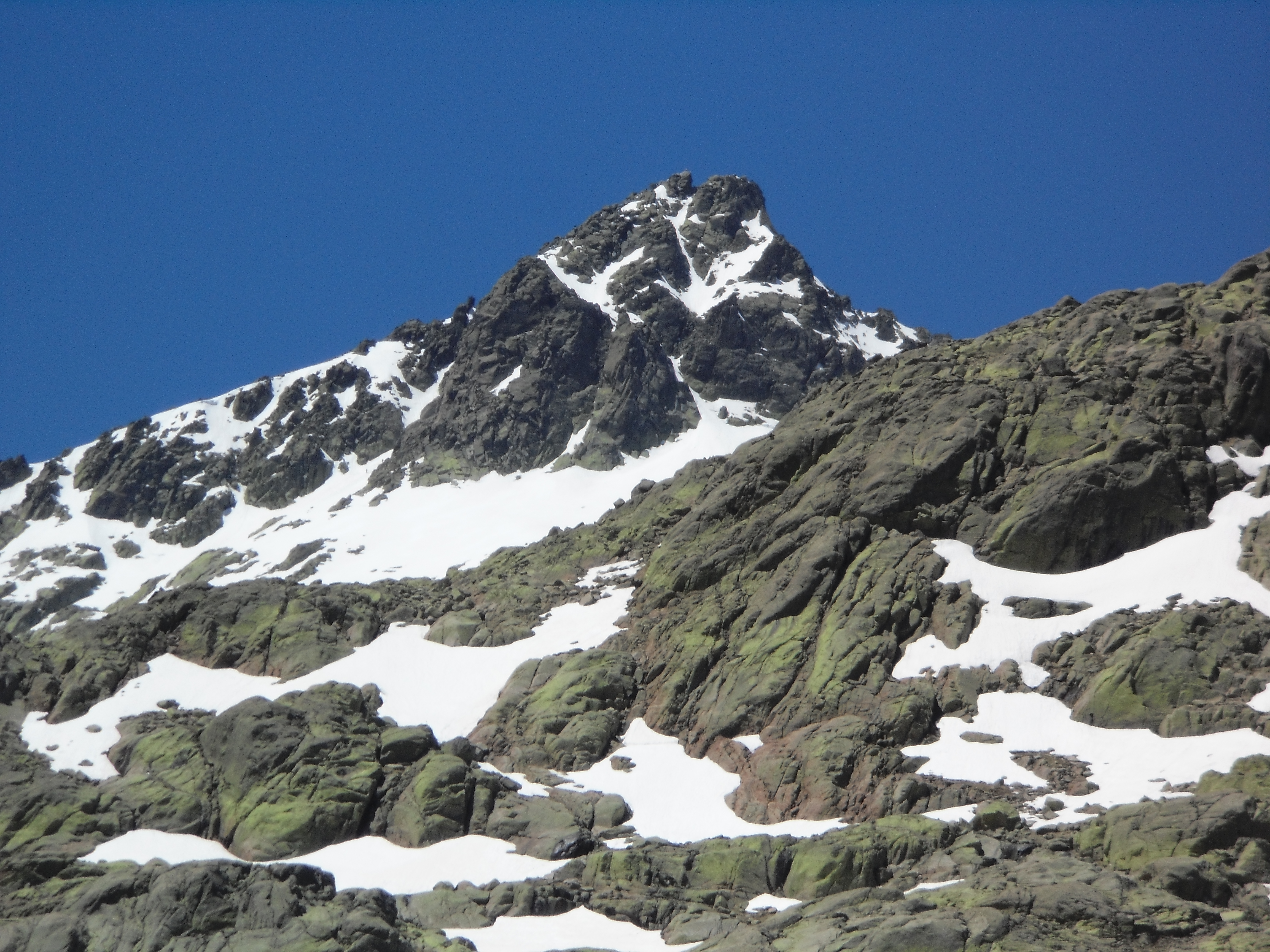

40°14′48″N 5°17′52″W / 40.24667°N 5.29778°W
阿爾曼索爾峰（西班牙語：Pico Almanzor），是西班牙的山峰，位於該國中部阿維拉省，屬於格雷多山脈的一部分，海拔高度2,592米，山體由花崗岩組成，人類在1899年9月首次登頂。